# 竹蟶總科
竹蟶總科（學名：Solenoidea）是双壳纲软体动物的一個總科。舊屬簾蛤目，今屬不等齒總目之下的貧齒蛤目。

## 分類
竹蟶總科由刀蛏科（Pharidae）和竹蛏科（Solenidae）這兩個科組成：
- 刀蛏科 Pharidae H. Adams & A. Adams, 1856
- 竹蛏科 Solenidae Lamarck, 1809

異名
- 科：Cultellidae Davies, 1935，被視為刀蟶科的異名。